# История на Корсика
Историята на Корсика като 4-ти по големина средиземноморски остров (8778 кв. км или 3389 кв. мили – след Сицилия, Сардиния и Кипър) е уникална и силно повлияна от стратегическото местоположение на този остров в сърцето на Западното Средиземноморие и морската му сравнителна равноотдалеченост на само 12 км (7 мили) от Сардиния, на 50 км (30 мили) от остров Елба, на 80 км (50 мили) от крайбрежието на Тоскана и на 200 км (120 мили) от френското пристанище Ница.
Историята на Корсика е щателно проучена в края на 19 век от видния немски основоположник на геополитиката - Фридрих Ратцел в негова 25-странична монография посветена на Корсика и излязла през 1899 г. Ратцел определя острова като „планински в морето“ и своеобразен гръбначен стълб на Западното Средиземноморие, придавайки му значението на магнум опус на антропогеографията на този регион. По тази причина и най-вече поради релефа който изолира корсиканците, се обяснява уникалната история на острова и невъзмоността той да бъде поставен в течение на вековете трайно под чужда власт.
По тази причина културата на Корсика е изключително специфична и себична, а оттук е родом и Наполеон Бонапарт, прекарвайки на острова по-голяма част от живота си. Още през 1762 г. Жан-Жак Русо прозира в своя магнум опус за обществения договор, че един ден Корсика ще удивлява Европа, а това е точно 7 години преди да се роди Бонапарт.

## Древност и античност
Древната и античната история на Корсика е тясно свързана и преплетена с тази на съседна Сардиния.
Праисторията на Корсика обхваща дълъг период от ранния палеолит до първото историческо събитие засвидетелствано от античните историци за острова - основаването на Алерия от древните гърци през 566 г. пр.н.е. Бащата на историята Херодот нарича острова Курнос.
Римските историци дават днешното име на острова като Корса или Корсика, като етимологията на името му все още не е обяснена. Римляните считат, че първи жители на острова били лигурите.
Първата колонизация на острова е древногръцка на йонийските гърци, последвана от етруска по източното крайбрежие. Гърците са принудени да освободят от присъствието си острова след като са разгромени от обединените етруско-картагенски сили и флот в битка при Алалия. След тази битка за няколко века островът е под доминантата на могъщите в класическата древност етруски, които заради този си съюз с пуните са поставени в опозиция на Древен Рим в грандиозния му античен конфликт с пунически Картаген в Западното Средиземноморие.
Бъдещите острови обединени в римска провинция Сардиния и Корсика са под етруска и картагенска власт и влияние до 237 г. пр.н.е., когато преминават под властта и влиянието на Римската република. Етруските на острова са ограничени до няколко крайбрежни селища, като Алерия, а картагенците били принудени да ограничат дотогавашната си власт и влияние на съседна Сардиния. Корсика остава под римска власт до завладяването ѝ от вандалите през 430 г. През 522 г. се възстановява римската власт на острова под суверенитета на Византия, което добавя нова доза късноантично гръцко влияние на Корсика.

## Средновековие
През 725 г. владението на острова преминава от византийците в ръцете на ломбардите. През 774 г., франкския крал Карл Велики завладява Корсика и острова става част от Франкското кралство. В периода 850-1034 г. островът успешно отбива мавърски набези. През 930 г. острова става част от Ломбардското кралство, но Отон I унищожавайки Ломбардското кралство, възстановява предходния имперски контрол над Корсика в 965 г., и насетне той става част от Свещената Римска империя.
През 1077 г. островът преминава под властта на Папската държава. През следващите два века, островът е предмет на спор между италианските градове-държави, докато през 1217 г. не преминава под сюзеренитета на Тоскана. До 1282 г. Пизанската република упражнява влияние и де факто владее острова, а през следващите пет века Кориска е част от република Генуа.
Кралство Арагон владее част от острова между 1296 и 1434, както и кралство Франция в периода 1553-1559, но Корсика като цяло е под генуезки контрол, до 1755 г., когато е наложен частичен контрол върху острова до закупуването му от Франция през 1764 г.
През 1553 г. е предприета инвазия на Корсика срещу република Генуа от страна на френско-османския алианс.

## Модерна история на Корсика
През 1755 г. е провъзгласена корсиканска република, а през 1764 г. чрез таен договор република Генуа изпаднала в невозможност да задържи острова продава Корсика на кралство Франция. По време на седемгодишната война, острова е анексиран през 1770 г. от англичаните.
След т.нар. велика френска революция, острова като независим влиза в лична уния с британската корона. През 1796 г. Корсика е върната под френско управление.

### на френски език
- Angelini, Jean-Victoir. Histoire secrète de la Corse.   Paris, A. Michel, 1977. ISBN 2226004610..
- Antonetti, Pierre. Histoire de la Corse.   Paris, R. Laffont, 1973..
- Arnaud, Daniel. La Corse et l'idée républicaine.   Paris, L'Harmattan, 2006. ISBN 229600525X..
- Costa, Laurent-Jacques. Corse préhistorique: peuplement d'une île et modes de vie des sociétés insulaires, IXe-IIe millénaires av. J.-C.   Paris, Errance, 2004. ISBN 2877722732..
- Costa, Laurent-Jacques. Questions d'économie préhistorique. Modes de vie et échange en corse et en Sardaigne.   Ajaccio, Éditions du CRDP, 2006..
- De Cursay, Marc. Corse: la fin des mythes.   Paris, Éditions Lharmattan, 2008..
- Galetti, Jean-Ange. Histoire illustrée de la Corse.   Marseille, Lafitte, 1863, 1972..
- Mérimée, Prosper. Colomba: histoire d'une jeune corse qui pousse son frère à venger la mort de son père..
- Pomponi, Francis (Editor). Le Mémorial des Corses.   Ajaccio, 1981. 7 volumes.
- Renucci, Janine. La Corse.   Paris, Presses universitaires de France, 2001. ISBN 2130371698..
- Vergé-Franceschi, Michel. Histoire de la Corse.   Paris, Éditions du Félin, 1996. ISBN 102866452216. 2 volumes.

### на английски език
- Saul, John Ralston. Voltaire's Bastards: The Dictatorship of Reason in the West.   Vintage Books, 1993..